# Freccia Nera
Freccia Nera (Black Bolt), il cui vero nome è Blackagar Boltagon, è un personaggio dei fumetti creato da Stan Lee e Jack Kirby, pubblicato dalla Marvel Comics.
È il sovrano degli Inumani, nonché fratello di Maximus il Folle e marito di Medusa. A differenza degli altri inumani, che vengono esposti da bambini alle nebbie terrigene per catalizzare i loro poteri innati, Freccia Nera ha subito questa esposizione a livello fetale quando era ancora nel grembo materno. Ha ottenuto così delle capacità di gran lunga superiori rispetto alla media del suo popolo.
Ha più volte collaborato con i Fantastici Quattro di cui è divenuto un prezioso alleato.

## Biografia del personaggio
Blackagar Boltagon alias Freccia Nera è il re degli Inumani, una civiltà di esseri mutati che vive in Attilan, una piccola città artificiale situata sulla Luna; originariamente la città era situata tra le montagne dell'Himalaya, ma in seguito gli Inumani decisero di emigrare sulla Luna a causa dell'alto tasso di inquinamento della Terra.
Freccia Nera è sposato con Medusa, un'Inumana in grado di manovrare a suo piacimento i suoi lunghi capelli, con cui comunica grazie ad un particolare linguaggio dei segni che hanno ideato quando Boltagon fu rinchiuso dentro una stanza insonorizzata.
Freccia Nera ha un fratello di nome Maximus che in più occasioni ha cercato di ucciderlo per sottrargli il trono.
È onorato e rispettato da tutti i suoi sudditi e sulla Terra viene trattato con tutti gli onori riservati ad un monarca straniero, al pari di Namor il Sub-Mariner (sovrano di Atlantide) e T'Challa la Pantera Nera, re del Wakanda.
Freccia Nera e gli Inumani sono stati per diverso tempo alleati dei Fantastici Quattro con cui hanno un rapporto di amicizia e fiducia.
Insieme a Mister Fantastic, Iron Man, Namor, Charles Xavier e Dottor Strange fa parte del gruppo degli Illuminati, con cui ha preso la decisione di esiliare Hulk su un altro pianeta.

### World War Hulk
In seguito agli avvenimenti di Planet Hulk questi sta però per tornare sulla Terra, per potersi vendicare scatenando la World War Hulk. La prima tappa è stata sulla Luna, proprio per affrontare Freccia Nera. Per evitare di causare troppa distruzione, Freccia Nera si limitò a dire "basta" a tonalità normale e la potenza della sua voce staccò un pezzo di Luna grande quanto Rhode Island: ma nemmeno questo è stato sufficiente a fermare l'avanzata del Golia verde nel suo cammino di vendetta contro gli Illuminati. Lord Boltagon fu brutalmente massacrato da Hulk e il suo corpo, sanguinante e privo di sensi, fu mostrato al mondo intero, tramite una grande proiezione olografica, come minaccia per tutti coloro che avessero provato ad opporsi.

### Secret Invasion
Freccia Nera viene convocato da Iron Man dopo che questi ha scoperto che Elektra era in realtà una spia Skrull infiltrata. Durante la riunione però anche Lord Boltagon si rivela essere uno Skrull e comincia ad attaccare i suoi ex alleati.
Il Dottor Strange ritiene che Freccia Nera sia stato sostituito dal giorno in cui gli Illuminati vennero catturati dagli Skrull e che il vero re degli Inumani sia ora prigioniero dei mutaforma, ipotesi che si rivela in seguito essere esatta. Freccia Nera è stato catturato dopo Silent War ed è tenuto prigioniero.

### Marvel Zombies

Freccia Nera disegnato da Jae Lee

Appare una versione zombi di Freccia Nera con gli altri Inumani in questo universo zombi. Nel volume Fame insaziabile viene visto con gli altri zombie che tentano di mangiare Silver Surfer, che fu mangiato dall'Uomo Ragno, Hulk, Wolverine, Luke Cage, Captain America e Iron man, ottenendo poteri cosmici per uccidere gli altri zombie. In Carne e metallo riesce a salvarsi e divora i cloni creati dal Kingpin zombie. In questo racconto viene rivelato che Freccia Nera ha perso il potere di emettere la sua potente voce.

## Poteri e abilità
Freccia Nera possiede poteri talmente smisurati da risultare una sorta di divinità tra gli stessi Inumani: il suo centro del linguaggio, in particolare, genera uno specifico tipo di particelle che, entrando a contatto con gli elettroni dell'ambiente esterno, provocano una destabilizzazione della materia, pertanto la sua voce può provocare eventi disastrosi (appena nato il suo pianto era in grado di distruggere una città, mentre da adulto è arrivato a danneggiare lo spazio-tempo semplicemente parlando). La condizione emotiva di Freccia Nera può influenzare la potenza della sua voce: quando è arrabbiato o sottoposto ad un forte stress la potenza della sua voce infatti aumenta di molto. A causa del pericolo rappresentato dalla sua voce, Freccia Nera si è sottoposto per anni ad un rigido allenamento per evitare di emettere involontariamente anche il più piccolo suono.
Le particelle generate da Freccia Nera gli consentono di influenzare l'ambiente circostante per ottenere svariati effetti: controllando gli impulsi neurali dei suoi nemici, ad esempio, può leggere nel loro pensiero e controllare le loro menti, mentre influenzando i gravitoni può volare a velocità supersoniche. Sempre grazie a questo potere può manipolare la materia a suo piacimento e ciò gli consente di creare piccoli oggetti a partire dall'aria; può anche sintetizzare l'ossigeno per poter sopravvivere in ambienti privi d'aria. Sempre manipolando le particelle può generare potenti esplosioni di energia e creare campi di forza e può anche usare le particelle generate dal suo cervello per aumentare la sua forza fino al punto di rivaleggiare con esseri come Hulk e Sentry.

## Altri media

### Animazione
- Freccia Nera è apparso nelle serie animate I Fantastici Quattro, Ultimate Spider-Man, Hulk e gli agenti S.M.A.S.H., Avengers Assemble e Guardiani della Galassia.
- Freccia Nera è apparso anche nell'anime Future Avengers.
- Nel film d'animazione Planet Hulk (2010), Freccia Nera fa un breve cameo muto in cui appare all'inizio nell'ombra.

### Marvel Cinematic Universe
Blackagar Boltagon, alias Freccia Nera, appare all'interno del Marvel Cinematic Universe, interpretato dall'attore statunitense Anson Mount.
- Blackagar Boltagon è tra i protagonisti della serie televisiva Inhumans (2017).
- Freccia Nera è riapparso anche nel film Doctor Strange nel Multiverso della Follia (2022). In questa versione del personaggio è una variante nell'altro universo alternativo, catalogato come la Terra-838, ed uno dei membri e componenti degli Illuminati (una squadra segreta composta dai supereroi più potenti guidata dal professor Charles Xavier). Nel film affronta la Wanda Maximoff (Scarlet Witch) della Terra-616, venendo brutalmente ucciso assieme al resto dei suoi compagni dalla strega.

### Videogiochi
- Freccia Nera è un personaggio giocabile in LEGO Marvel Super Heroes e Lego Marvel Super Heroes 2.
- Freccia Nera è un personaggio giocabile nel gioco mobile Marvel Strike Force.[4]
- Freccia Nera è un personaggio giocabile nel videogioco per smartphone Marvel: Sfida dei campioni.